# Castello dell'Abbadia
Il castello dell'Abbadia, o di Vulci, che sorge nei pressi di Canino, in provincia di Viterbo, fu eretto a riparo di un suggestivo ponte etrusco-romano, detto dell'arcobaleno o del diavolo (III sec. a.C.), alto trenta metri e dominante sul fiume Fiora.

## Storia

Il castello e il ponte

Il castello, in origine, era un'abbazia benedettina (da cui il nome), dedicata a san Mamiliano: la sua posizione strategica nella zona tra Stato Pontificio e Granducato di Toscana e l'importante arteria su cui vigilava il ponte, rendevano l'edificio conteso e appetibile. Infatti, dal XII secolo in poi, gli Aldobrandeschi, Orvieto e i Prefetti di Vico se lo contesero aspramente modificandone l'aspetto e trasformandolo in castello fortificato, in forma trapezoidale e con torre di vedetta.
Nel 1430 Ranuccio Farnese il Vecchio ebbe il maniero in feudo e nel 1513 il cardinale Alessandro Farnese, futuro papa Paolo III, lo ebbe in vitalizio e vi dimorò piacevolmente quando gli impegni da porporato lo permettevano.
 Il futuro pontefice modificò la struttura esterna ed interna del castello nella maniera in cui lo si vedrà nei secoli futuri.
Nel 1537 l'Abbadia fu inserita nel Ducato di Castro che il papa Farnese aveva appositamente costituito per il figlio Pier Luigi: rientrò nello Stato della Chiesa nel 1649 dopo la distruzione della città.
Nel periodo napoleonico il castello fu assegnato a Luciano Bonaparte, fratello dell'imperatore, come principe di Canino. In seguito passò ai Torlonia, ma nel corso dell'Ottocento, vista la sua posizione decisiva, fu adibito a dogana pontificia.
 Dopo anni di incuria il complesso fu incamerato dallo Stato italiano e diventò la sede del Museo Archeologico Nazionale di Vulci.
Lo scrittore inglese David Herbert Lawrence dà una penetrante descrizione del castello, in occasione di una visita alla fine del XIX secolo:

## Museo nazionale archeologico di Vulci
Il castello ospita dal 1975 il Museo nazionale archeologico di Vulci, dove sono esposti reperti provenienti dagli scavi archeologici di Vulci.